# Tomas Lindahl
Tomas Robert Lindahl (Kungsholmen, Estocolm, 28 de gener de 1938) és un científic suec especialitzat en la recerca del càncer. Lindahl va néixer a l'illa de Kungsholmen a Estocolm, Suècia, fill de Folke Robert Lindahl i Ethel Hulda Hultberg. Va doctorar amb un treball sobre l'estructura i l'estabilitat dels àcids nucleics en solució 1967. El 1970 va rebre un segon doctorat de l'Institut Karolinska a Estocolm. Després, Lindahl va fer un postdoctorat de recerca a la Universitat de Princeton i a la Universitat Rockefeller. De 1986 a 2005 fou el primer director de recerca de càncer als laboratoris Hertfordshire, de Regne Unit, des de 2015 forma part de l'Institut Francis Crick.
Lindahl va rebre la medalla de la Royal Society el 2007 «per les contribucions fonamentals a la nostra comprensió de reparació de l'ADN. Els seus èxits es destaquen per la seva gran originalitat, l'amplitud i la influència duradora». Va ser guardonat amb la Medalla Copley el 2010. Va ser elegit membre fundador de l'Acadèmia de Ciències Mèdiques el 1998 i membre de la Royal Society (FRS) el 1988